# Laurent Bernasconi
| Asteroizi descoperiți: 12 | Asteroizi descoperiți: 12 |
| ------------------------- | ------------------------- |
| Numărul și numele         | Data descoperirii         |
| 12580 Antonini            | 8 septembrie 1999         |
| 13395 Deconihout          | 10 septembrie 1999        |
| 13396 Midavaine           | 11 septembrie 1999        |
| 23999 Rinner              | 9 septembrie 1999         |
| 24000 Patrickdufour       | 10 septembrie 1999        |
| (36057) 1999 RC33         | 10 septembrie 1999        |
| (70221) 1999 RZ44         | 11 septembrie 1999        |
| (74629) 1999 RB45         | 11 septembrie 1999        |

Laurent Bernasconi (n. 1966) este un astronom francez.
Minor Planet Center îl acreditează cu descoperirea a doisprezece asteroizi între 1999-2012.
Asteroidul 13793 Laubernasconi a fost denumit în onoarea sa.